# Andreï Famintsyne
Andreï Sergueïevitch Famintsyne (en russe: Андре́й Серге́евич Фами́нцын), né le 17 (29) juin 1835 à Moscou et mort le 8 décembre 1918 à Pétrograd, est un botaniste russe qui fut académicien de l'académie impériale des sciences de Saint-Pétersbourg et professeur de physiologie végétale. Il est le frère du compositeur et musicologue Alexandre Famintsyne.

## Carrière
Il fait ses études à l’université de Saint-Pétersbourg avant d’y enseigner la botanique à partir de 1872.
Il fait paraître Embryologische Studien en 1879. Il étudie particulièrement le développement embryonnaire des graines ainsi que les phénomènes symbiotiques dont il est l’un des premiers théoriciens.

## Quelques publications
- (de) Die Wirkung des Lichtes auf das Wachsen der keimenden Kresse (1865)
- (de) Zur Entwicklungsgeschichte der Gonidien und Zoosporenbildung der Flechten (en collaboration avec Y. Boranetski, 1867)
- (de) Die anorganischen Salze als ausgezeichnetes Hilfsmittel zum Studium der Entwickelung niederer clorophyllhaltiger Organismen (1871)
- (de) Beitrag zur Keimblattlehre im Pflanzenreiche (1876)
- (de) Embryologische Studien (1879)
- (de) Beitrag zur Symbiose von Algen und Thieren (1889)